# Laigné-en-Belin
Laigné-en-Belin korábbi község Franciaország Loire mente régiójában, Sarthemegyében. Lakosainak száma 2269 fő (2022. január 1.). Laigné-en-Belin Mulsanne, Teloché, Écommoy, Moncé-en-Belin és Saint-Ouen-en-Belin községekkel határos.
2025. január 1-jén Saint-Gervais-en-Belin korábbi községgel egyesült és az így létrejött Laigné-Saint-Gervais új község része lett.

## Népesség
A település népességének változása:
| Lakosok száma | 2425 | 2399 | 2424 | 2353 | 2331 | 2323 | 2297 | 2283 | 2269 |
|               | 2013 | 2015 | 2016 | 2017 | 2018 | 2019 | 2020 | 2021 | 2022 |